# Strawn (Teksas)
Strawn – miasto w Stanach Zjednoczonych, w stanie Teksas, w hrabstwie Palo Pinto.